# تپه ارود (سوته لووار)
تپه ارود (سوته لووار) مربوط به پیش از اسلام است و در شهرستان فیروز کوه، بخش مرکزی، روستای ارو واقع شده و این اثر در تاریخ ۱۹ اسفند ۱۳۸۰ با شمارهٔ ثبت ۴۹۱۱ به‌عنوان یکی از آثار ملی ایران به ثبت رسیده است.